# الصلوات المستجابة
الصلوات المستجابة: الرواية غير المكتملة هي رواية غير مكتملة للكاتب الأمريكي ترومان كابوتي، ونُشرت بعد وفاته عام 1986 في إنجلترا وعام 1987 في الولايات المتحدة.

## نبذة تاريخية
يُشير عنوان الكتاب إلى اقتباس اختاره كابوتيي كمقدمة: «تُذرف دموع أكثر على الصلوات المُستجابة من على الصلوات غير المُستجابة». يُنسب هذا الاقتباس إلى القديسة تيريزا الأفيلاوية، رغم أنه لا يوجد دليل على صحته.
وفقًا للملاحظة التي تركها محرر جوزيف فوكس في إصدار عام 1987، وقع كابوتي العقد المبدئي للرواية – التي صُورت كرواية أمريكية معاصرة مماثلة لرواية مارسيل بروست في البحث عن الزمن المفقود- في 5 يناير 1966 مع راندوم هاوس. هذه الاتفاقية عرضت عليه سلفة بقيمة 25,000 دولار مع تاريخ تسليم محدد في 1 يناير 1968.
مشتتًا بالنجاح الغير مسبوق لـ «روايته غير الخيالية» بدم بارد وفي وسط إقامته لحفلة الكرة السوداء والبيضاء (حفلة أقامها كابوتي على شرف كاثرين غراهام في فندق البلازا في نوفمبر 1966)، وانشغاله بالمشاريع التلفزيونية المختلفة، وبالمقالات القصيرة وزيادة تصرفاته الشيطانية، فوت كابوتي الموعد النهائي في عام 1968. في يوليو 1969، أُعيد التفاوض على عقد 1966 القديم، بمنحه سلفة «أكبر بكثير» 750,000 دولار في مقابل تسليمه لثلاثية في يناير 1973. أُجل موعد التسليم إلى يناير 1974 ثم سبتمبر 1977. كان سيكسب كابوتي بعد الاتفاق النهائي في أوائل عام 1980 مليون دولار تُدفع فقط إذا قدم المخطوطة بحلول 1 مارس 1981. ولكنه لم يلتزم بهذا الموعد النهائي.
في مايو 1971، في برنامج ديك كافيت، أشار كابوتي إلى الكتاب باعتباره «روايته بعد الوفاة»، موضحًا «إما سأقتله، أو سيقتلني».
الكتاب عبارة عن قصة مبتذلة نوعًا ما عن مزيج الطبقات الاجتماعية الرفيعة والمتدنية، المستمدة من تجاربه كصديق مفضل ومقرب لأبرز نساء المجتمع الراقي في العصر وأزواجهن. يسرد الفصل الأول من «الصلوات المستجابة»، المسمى «الوحوش النقية»، المأثر «التشردية» لـ بي. بي. جونز، وهو كاتب شاب (ينخرط في عملية كتابة رواية، الصلوات المستجابة) و«محتال ازدواجي التوجه الجنسي» الذي «الذي يُجامع الرجال والنساء على حد سواء إذا كان بإمكانهم تعزيز مسيرته الأدبية» في بيئة نيويورك الأدبية في الأربعينيات من القرن العشرين، وفقًا لذلك، وقع كل من كاثرين آن بوتر وتينيسي ويليامز تحت ضوء الانتقاد. يُعتقد أن جونز (الذي ظهر لاحقًا باعتباره المُتحدث الرئيسي في «لا كوت باسك») هو تركيبة من شخصيات كابوتي، وبيري سميث من رواية بدم بارد، وصديق كابوتي الراحل دينهام فوتس. استوحى اسم بطلة الرواية في الفصل الغامض نسبيًا «كيت ماكلاود» (والبطلة المزعومة للرواية) من مونا فون بيزمارك، الأقدم من بين أصدقاء كابوتيي.
بحلول عام 1975، أدى سلوك كابوتي العام الفاضح بشكل متزايد - المليء بالكحول والعقاقير والطيش الجنسي - إلى اعتقاد الكثيرين بأنه لم يكن لديه أي نية لنشر الصلوات المستجابة وأنه تخلى أساسًا عن الكتابة ليسير على خطى أصدقائه الرائعين كعضو محترف في المجتمع الراقي. لإثبات أنه كان لا يزال كاتبًا صالحًا ومنتجًا، باع كابوتي أربعة فصول («موهافي» و«لا كوت باسك» و«الوحوش النقية» و«كيت ماكلاود») من الرواية التي ماتزال قيد العمل إلى مجلة ايسكوير بتوصية من غوردون ليش في عامي 1975 و1976. نُشر الفصل «موهافي» في عدد المجلة الصادر في يونيو 1975 مع إحداثه لضجة قليلة. ولكن، مع نشر فصل «لا كوت باسك» في عدد نوفمبر عام 1975، حدثت جلبة من الصدمة والغضب بين أصدقاء كابوتيي ومعارفه، الذين تعرفوا على الشخصيات المتخفية جزئيًا والمستوحاة من أنفسهم. كان كل من الفصلين «موهافي» و«لا كوت باسك» يفضحان الحياة الشخصية المختلة لأصدقاء المؤلف الذين يعرفون كمحسنين اجتماعيين، بما في ذلك رئيس سي بس سي ويليام بيلي، وزوجته بيبي (التي أُصيبت فيما بعد بمرض السرطان)، وجلوريا فاندربلت (صُورت على أنها تافهة بشكل لا يطاق)، وهابي روكفلر، وآن وودوارد. لم تختلط عائلة بيلي أبدًا مع كابوتي مرة أخرى بعد ذلك ودفعوا أصدقائه لنبذه وهجرته. بعد ذلك، نُشر الفصلين «وحوش غير ملوثة» و«كيت مكلود» على التوالي في المجلة في مايو 1976 وديسمبر 1976.

## روابط خارجية
- الصلوات المستجابة على موقع الموسوعة البريطانية (الإنجليزية)